# Arc-sur-Tille
Arc-sur-Tille ist eine französische Gemeinde mit 2.590 Einwohnern (Stand 1. Januar 2022) im Département Côte-d’Or in der Region Bourgogne-Franche-Comté. Sie gehört zum Arrondissement Dijon und zum Kanton Saint-Apollinaire. Die Einwohner der Gemeinde werden Acétillois oder Acétilloises genannt.

## Geographie
Arc-sur-Tille liegt am Fluss Tille. Die nächste große Stadt Dijon liegt Luftlinie elf Kilometer weit entfernt. Umgeben wird Arc-sur-Tille von der Gemeinde Arceau im Norden, von Belleneuve im Osten, von Remilly-sur-Tille im Süden und von Varois-et-Chaignot und Dijon im Westen. Südlich von Arc-sur-Tille liegen mehrere kleine Seen, auf denen teilweise Wassersport betrieben wird.

## Bevölkerungsentwicklung
| Jahr                       | 1962 | 1968 | 1975 | 1982 | 1990 | 1999 | 2006 | 2016 | 2019 |
| Einwohner                  | 800  | 842  | 940  | 1913 | 1950 | 2332 | 2450 | 2648 | 2629 |
| Quellen: Cassini und INSEE |      |      |      |      |      |      |      |      |      |

## Persönlichkeiten
- Albin Roussin (1781–1854), französischer Admiral